# Миллер, Альфред Джейкоб
А́льфред Дже́йкоб Ми́ллер (англ. Alfred Jacob Miller; 1810, Балтимор, Мэриленд — 1874, там же) — американский художник, известный своими картинами, посвящёнными северо-западу США.

## Биография
В 1833 году на средства родителей отправился в Европу, чтобы усовершенствовать свои навыки художника. Длительное время провёл в Париже, также посетил Болонью, Венецию и Швейцарию.
Вернувшись в Балтимор в 1834 году, открыл небольшую студию, не имевшую коммерческого успеха. Переселился в 1837 году в Новый Орлеан, где познакомился с шотландским путешественником и авантюристом Уильямом Драммондом Стюартом, который нанял Миллера для ведения отчёта о его охотничьем путешествии в Скалистые горы. В том же году они оба, вместе с Американской меховой компанией, они добрались до Форт-Уильяма (Вайоминг) и Грин-Ривер.
После возвращения в Новый Орлеан в том же году Миллер начал работать над эскизами, и в июле 1838 года смог организовать свою выставку. В октябре 1840 года он отправился погостить в замок Стюарта в Шотландии. Проведя год в Шотландии и ещё год в Лондоне, он вернулся в Балтимор в апреле 1842 года, где обосновался и стал известным портретистом. Также он делал копии работ старых мастеров, которые тоже пользовались коммерческим успехом.
На некоторых картинах Миллера изображены индейцы, однако их изображения далеки от реалистичности и стилизованы в манере классицизма.

## Галерея изображений

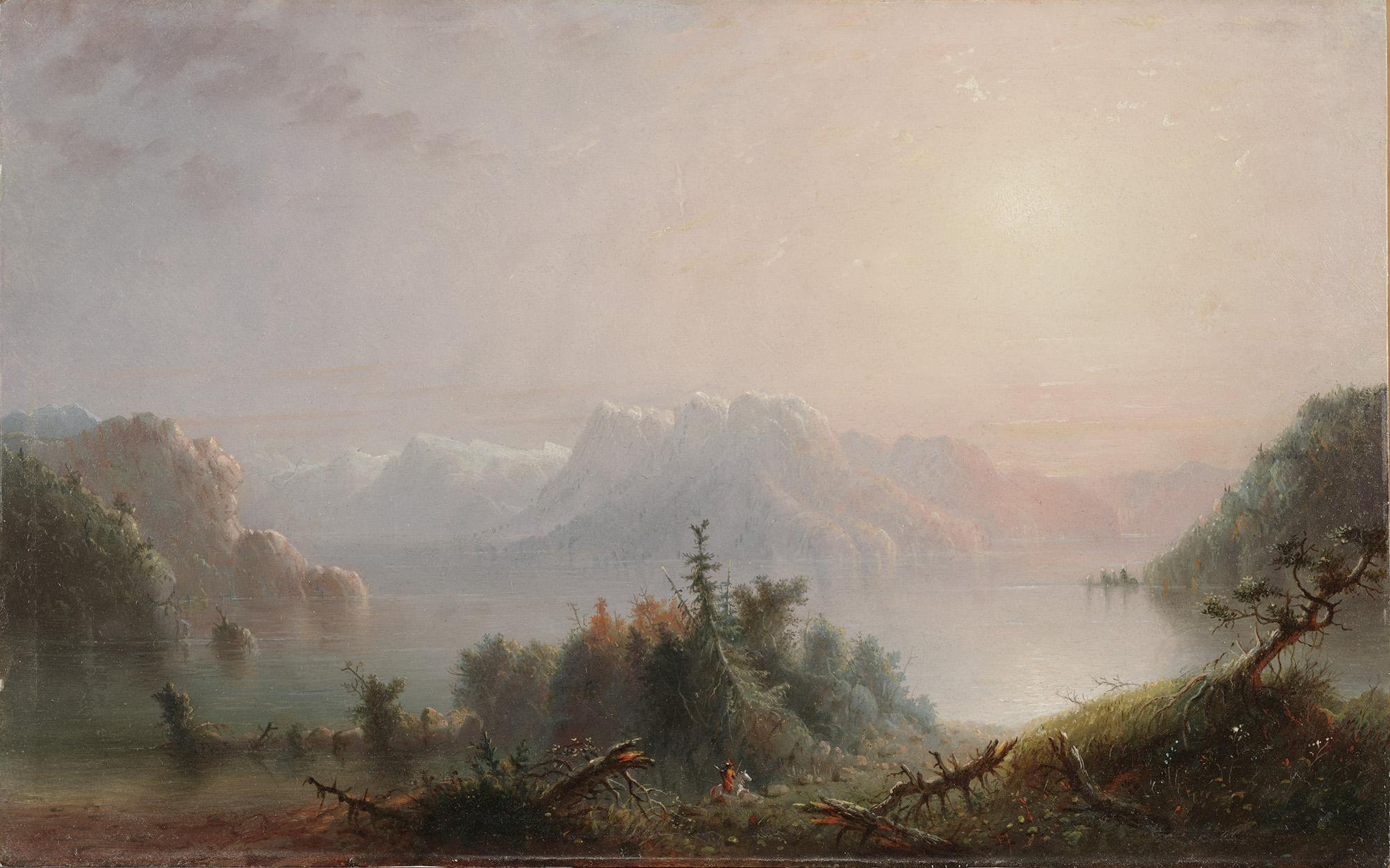
Озеро "Её одинокая грудь" простирается до неба. 1850, Музей искусств Далласа
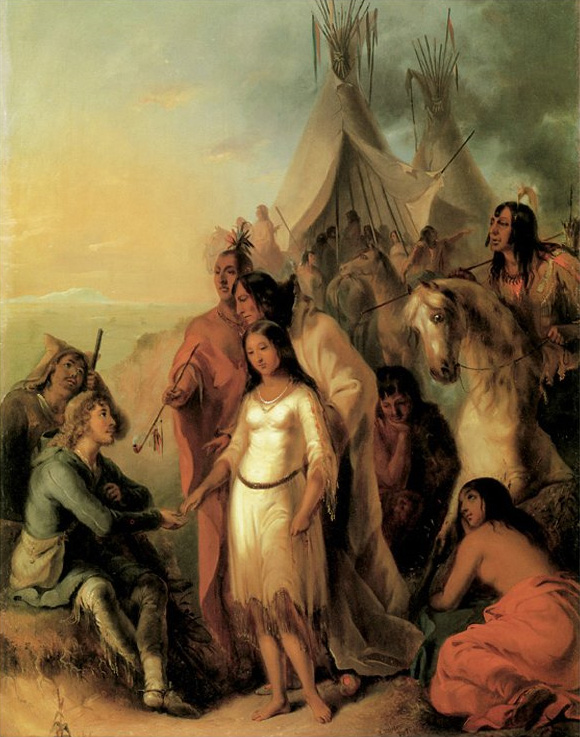
Невеста траппера.
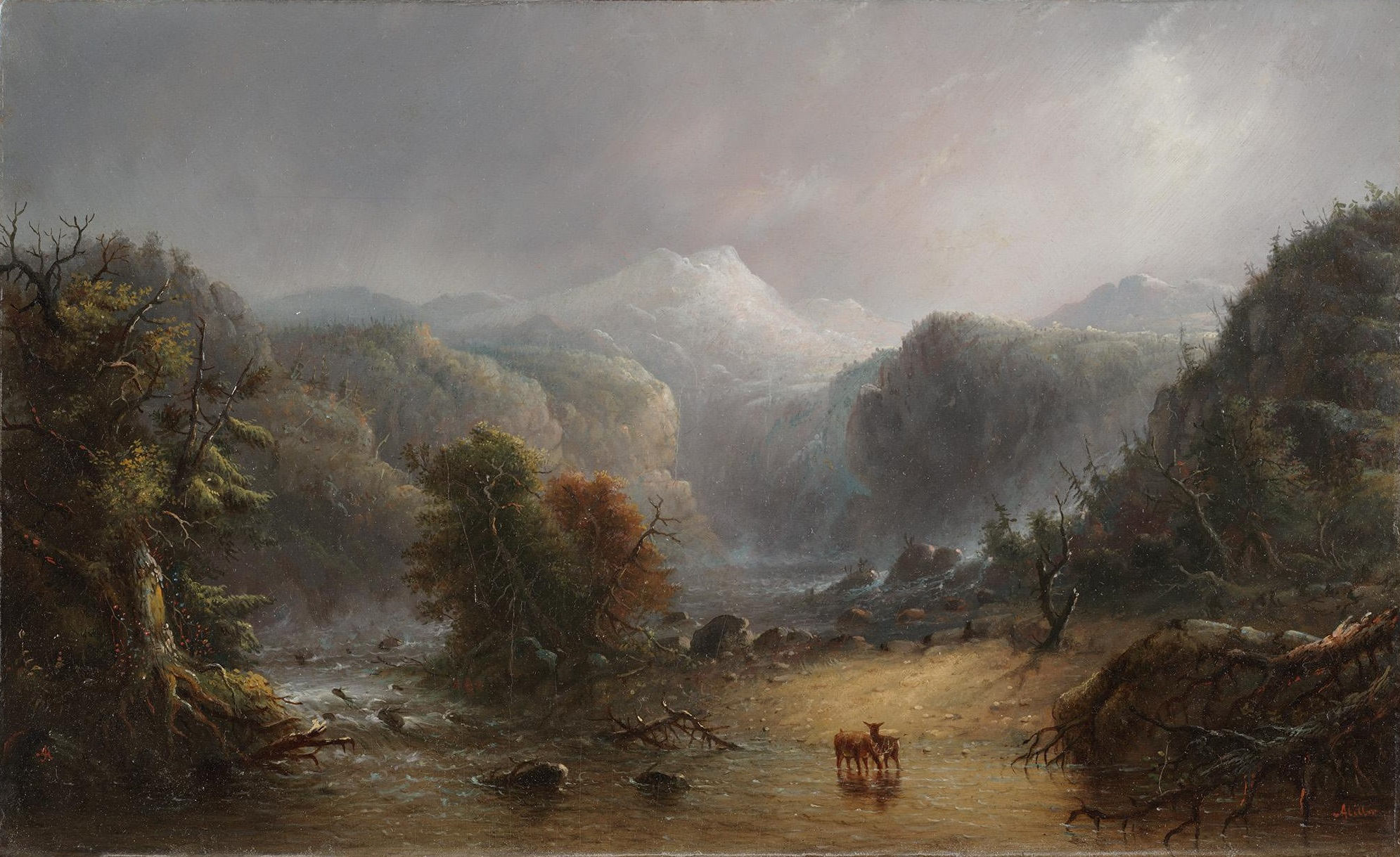
Где любят отдыхать облака. 1850, Музей искусств Далласа